# Symposiachrus sacerdotum
El monarca de Flores (Symposiachrus sacerdotum) es una especie de ave paseriforme de la familia Monarchidae endémica de la isla de Flores.

## Distribución y hábitat
Es endémico del sector más occidental de la isla de Flores, perteneciente a Indonesia.
Su hábitat natural son los bosques tropicales húmedos de altitudes entre los 350 y 1.000 metros.
La población del monarca de Flores se estima en unos 2.500 a 9.999 individuos, pero se cree que está en declive. Se encuentra amenazado por pérdida de hábitat y fragmentación del hábitat.